# V. Székelyföld OTP Bank Kupa
Az V. Székelyföld OTP Bank Kupa volt az ötödik Székelyföld OTP Bank Kupa ifjúsági nemzetközi labdarúgótorna, amelyen hat Kárpát-medencei futballközpont U17-es korosztályú csapata vett részt. A tornát Csíkszeredában rendezték 2022 augusztusában. Az FK Csíkszereda nyerte meg a tornát története során harmadik alkalommal.

## Résztvevők
- Dunaszerdahelyi AC
- Eszéki NK
- FK Csíkszereda
- Munkácsi FA
- Puskás Ferenc Labdarúgó Akadémia
- Topolyai TSC

## Végeredmény
| H. | Csapat neve                      |
| -- | -------------------------------- |
| 1. | FK Csíkszereda                   |
| 2. | Puskás Ferenc Labdarúgó Akadémia |
| 3. | Eszéki NK                        |
| 4. | Topolyai TSC                     |
| 5. | Munkácsi FA                      |
| 6. | Dunaszerdahelyi AC               |